# John Davis (offensiv linjespelare)

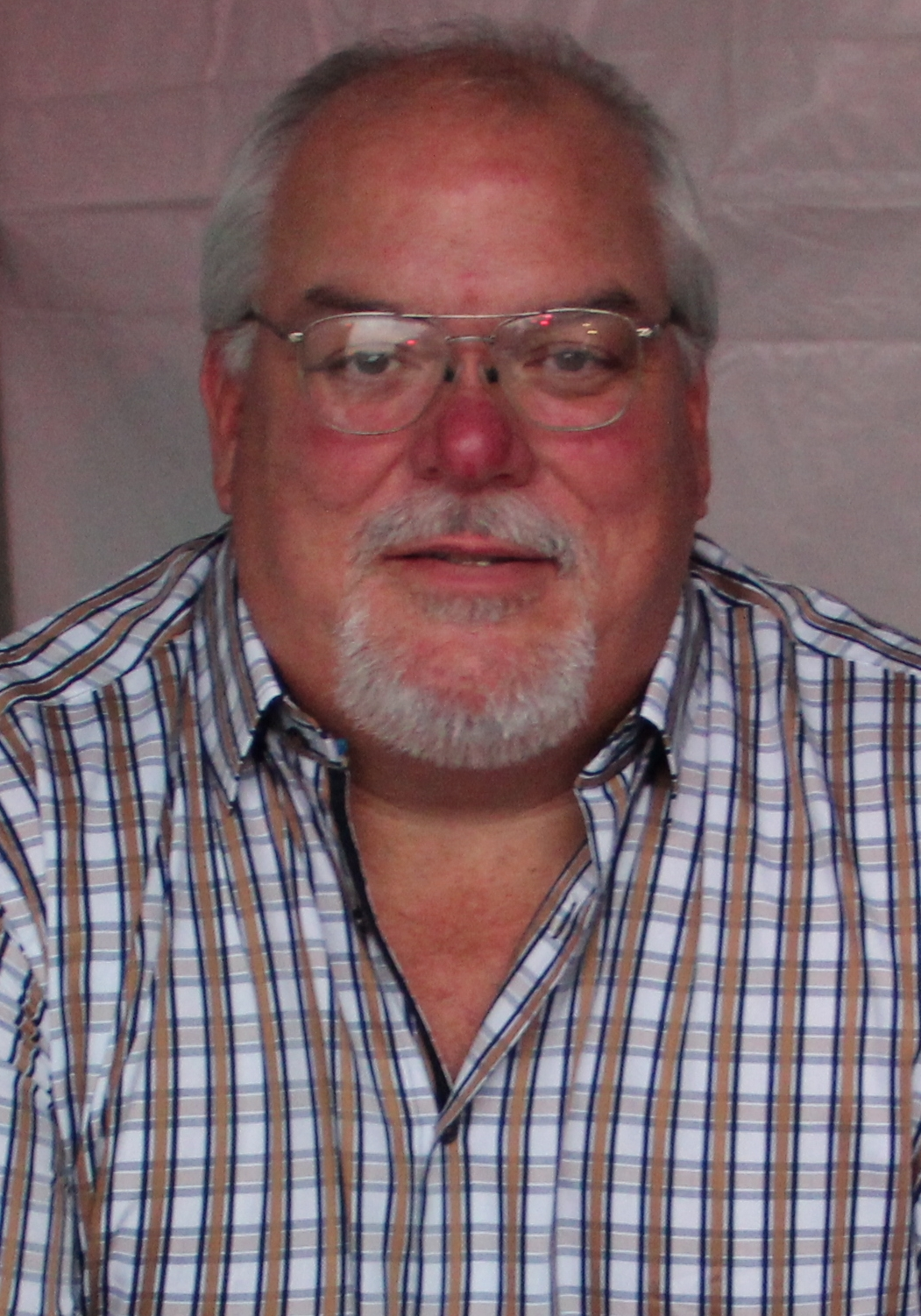
John Davis 2014.

John Davis, född 22 augusti 1965 i Ellijay i Georgia, är en före detta amerikansk utövare av amerikansk fotboll (offensiv linjespelare), som spelade för Houston Oilers och Buffalo Bills i National Football League.
Davis draftades 1987 av Houston Oilers där han stannade för två säsonger. Nästföljande fem säsonger representerade han Buffalo Bills. Med Bills var han med om att förlora tre Super Bowl-matcher på spelplanen, nämligen Super Bowl XXV, Super Bowl XXVII och Super Bowl XXVIII. Buffalo Bills förlorade fyra raka Super Bowl-matcher under tiden som Davis var med i laget och även i Super Bowl XXVI ingick Davis i det förlorande laget men kunde inte spela i finalmatchen på grund av en skada. Före NFL-karriären spelade Davis collegefotboll under studietiden vid Georgia Tech och valdes för de insatserna 1991 in i Georgia Tech Athletics Hall of Fame.